# Maxwell Technologies

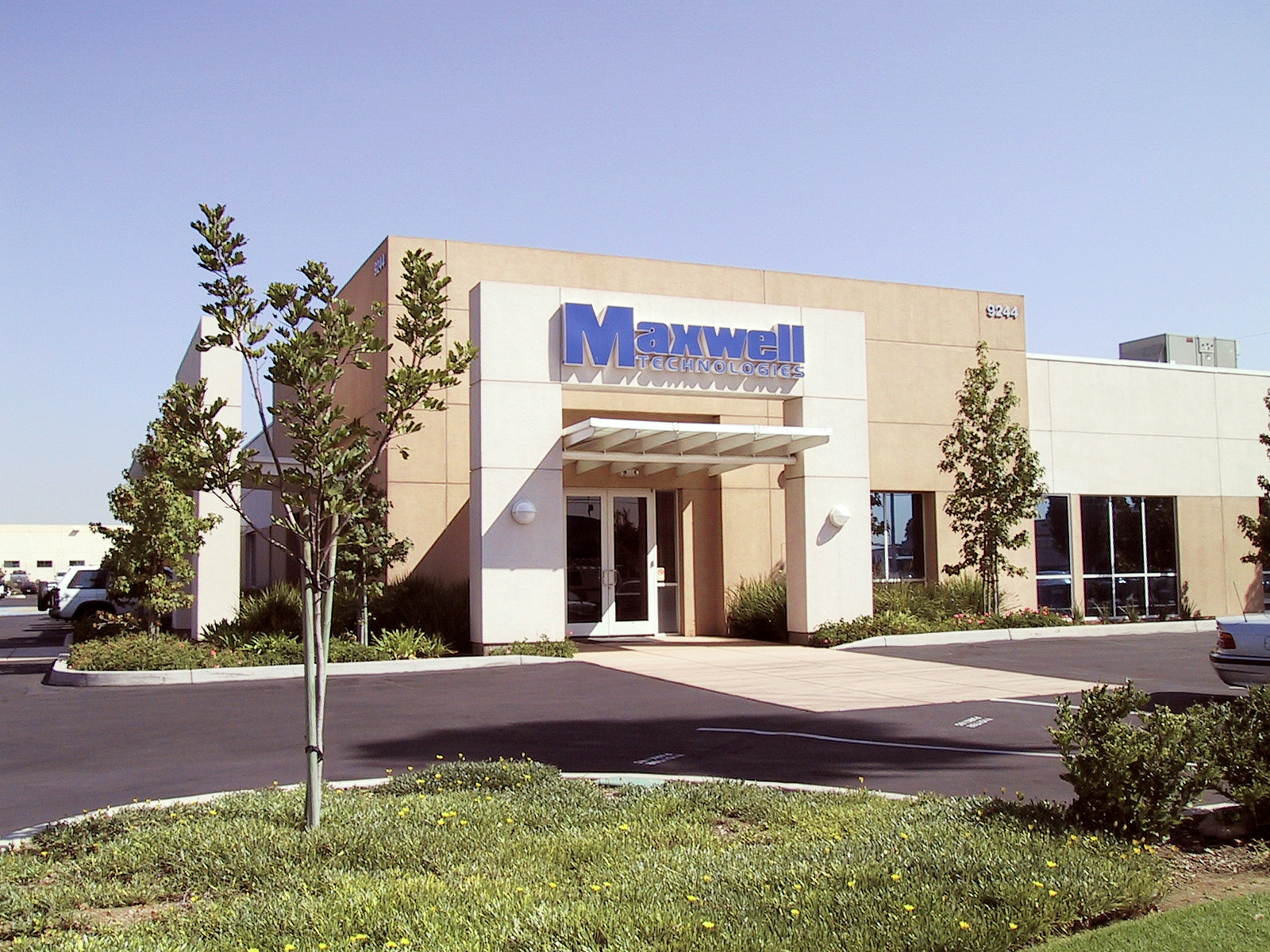
Firmensitz in San Diego

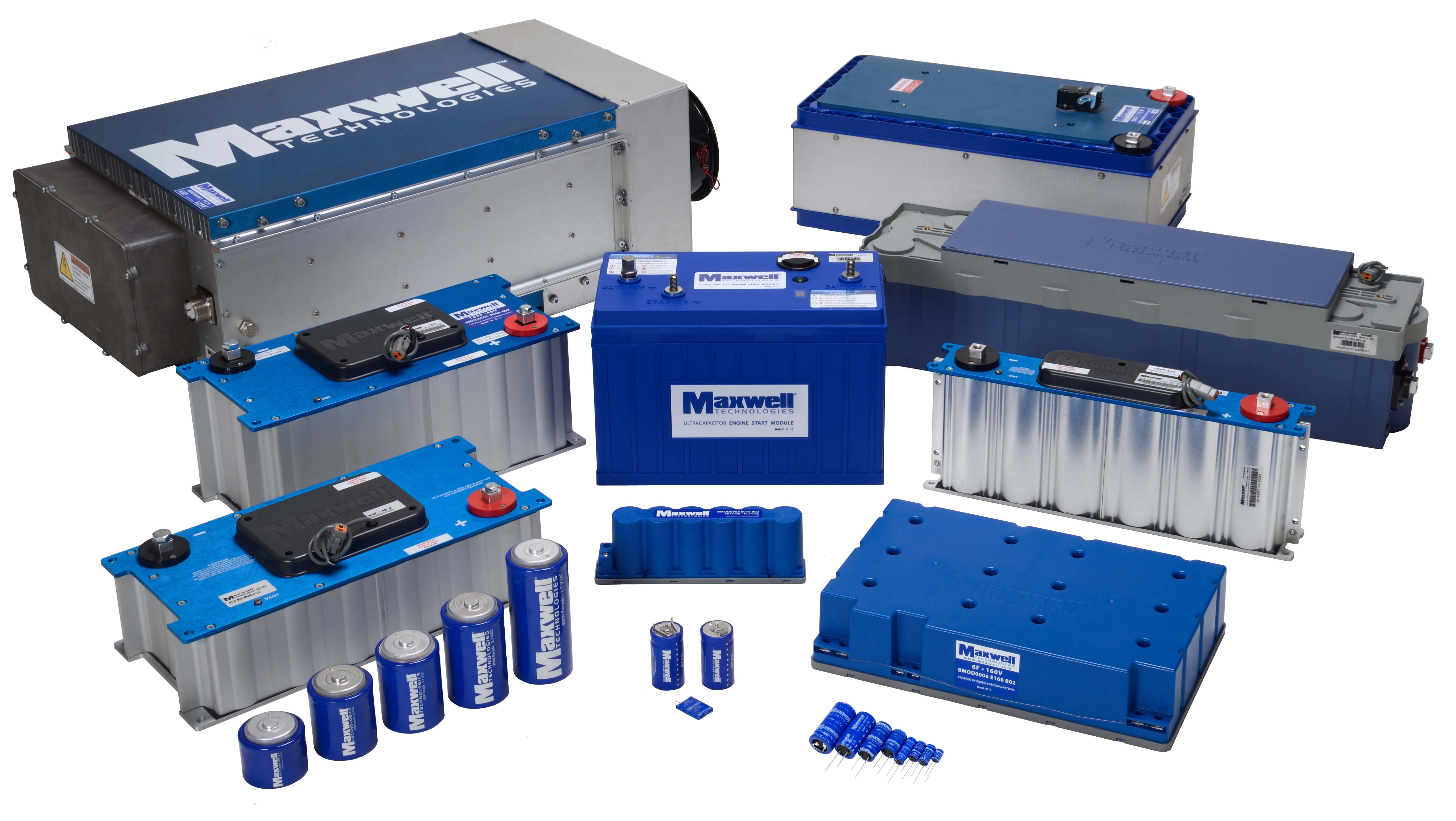
Verschiedene Kondensatoren von Maxwell Technologies

Maxwell Technologies ist ein amerikanischer Hersteller von Superkondensatoren (Ultracaps) und Kondensatoren für hohe Spannungen.
Der erste Superkondensator mit niedrigem Innenwiderstand für Leistungsanwendungen wurde 1982 für militärische Anwendungen durch das Pinnacle Research Institute (PRI) entwickelt und unter dem Namen PRI Ultracapacitor am Markt etabliert. Im Jahre 1992 übernahmen die Maxwell Laboratories diese Entwicklung, ein 1965 als Auftragnehmer der US-Regierung gegründetes Unternehmen. Die aus der Entwicklung von PRI hervorgegangenen BoostCaps waren die ersten elektrochemischen Kondensatoren für Leistungsanwendungen.
Maxwell Technologies wurde im Mai 2019 von Tesla, Inc. aufgekauft.
Im Juli 2021 wurden die Marke Maxwell, das Korea-Geschäft und andere Vermögensgegenstände (Assets) an UCAP Power, Inc. in San Diego verkauft.